# USS Constant (AM-86)
USS «Констент» (AM-86) (англ. USS Constant (AM-86) — військовий корабель, тральщик типу «Адроїт», спущений на воду 9 травня 1942 і укомплектований як USS Констент (AM-86) 21 вересня 1942.
Рекатегорізовано як морський мисливець PC-1590 1 червня 1944; 19 червня 1946 розкомплектовано у Перл-Гарборі, Гаваї, і приписано до 14-го морського округу (Гавайські острови) для служби в запасі 28 жовтня того ж року. 22 жовтня 1954 розкомплектований і згодом використано як ціль у навчаннях.